# جد آلن
جد آلن (انگلیسی: Jed Allan; ۱ مارس ۱۹۳۵ – ۹ مارس ۲۰۱۹) هنرپیشه اهل ایالات متحده آمریکا بود. وی بین سال‌های ۱۹۵۷ تا ۲۰۱۲ میلادی فعالیت می‌کرد.